# Carpenters
Carpenters (častěji nazývaní The Carpenters) bylo americké sourozenecké duo, které působilo v oblasti pop music a soft rocku, zejména v 70. letech. Duo tvořili Karen Anne Carpenter (3. března 1950 – 4. února 1983) a její bratr Richard Lynn Carpenter (* 15. října 1946). Na celém světě se prodalo cca 100 mil. jejich alb a singlů. Jejich činnost ukončila předčasná smrt Karen roku 1983.

## Historie

### Vznik
Richard vystudoval hru na klavír na Yaleově univerzitě, Karen hrála na bicí nástroje. Svou hudební dráhu Karen začala v jazzové instrumentální skupině a potom působila ve vokální skupině Spektrum.
Přelom v jejich hudební dráze přišel roku 1969, když jejich demozáznam slyšel Herb Alpert, tehdejší prezident vydavatelství A&M Records. V tomto roce vydali první album, nazvané podle skladby Ticket To Ride, což byla jejich baladická verze hitu od skupiny Beatles.
Od roku 1969 vystupovali společně jako duo. Osobitý zvuk vycházející ze zajímavého hlasu Karen, dobré vokální harmonie a dobrého podání jim přinesl velké množství hitů, mj. We've Only Just Begun, For All We Know, Rainy Days And Mondays, Superstar, It's Going To Take Some Time, Hurting Each Other, Goodbye To Love, Sing, Yesterdays Once More, Top Of The World, Please Mr. Postman, Only Yesterday.

### Úspěchy
Deska The Singles 1969-1973 se stala bestsellerem. Sourozenci získali třikrát cenu Grammy a v televizi NBC měli pravidelný hudební program Make Your Own Kind Of Music. Carpenters měli tři singly na prvním místě v hitparádě Billboard Hot 100 a patnáct singlů na prvním místě v Adult Contemporary Chart (týdenní graf publikovaný v časopise Billboard). Kromě toho měli celkem dvanáct singlů v první desítce.
Jejich nahrávka Superstar se objevila na soundtracku k filmu Juno a skladba Close To You na soundtracku k filmu So Close.

### Konec dua
Osobní a zdravotní problémy sourozenců na konci sedmdesátých let ovlivnily další kariéru dua. Richard bojoval s drogovou závislostí a Karen s anorexií. Jejich kariéra skončila smrtí Karen v roce 1983 na srdeční zástavu, která byla následnou komplikaci mentální anorexie. Její život byl inspirací pro scénář filmu The Karen Carpenter Story.

## Koncerty

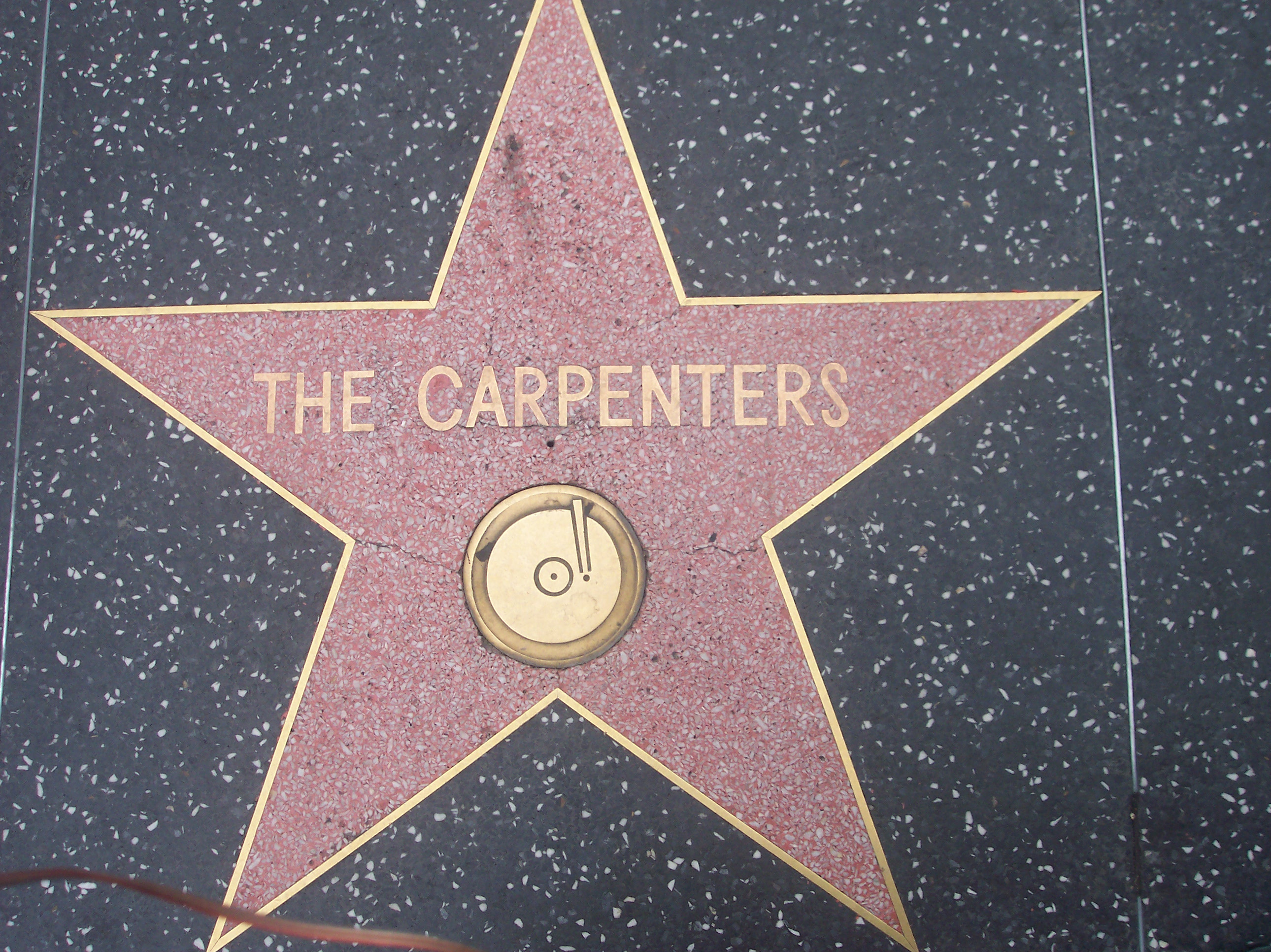
Hvězda Carpenters v Holywoodu

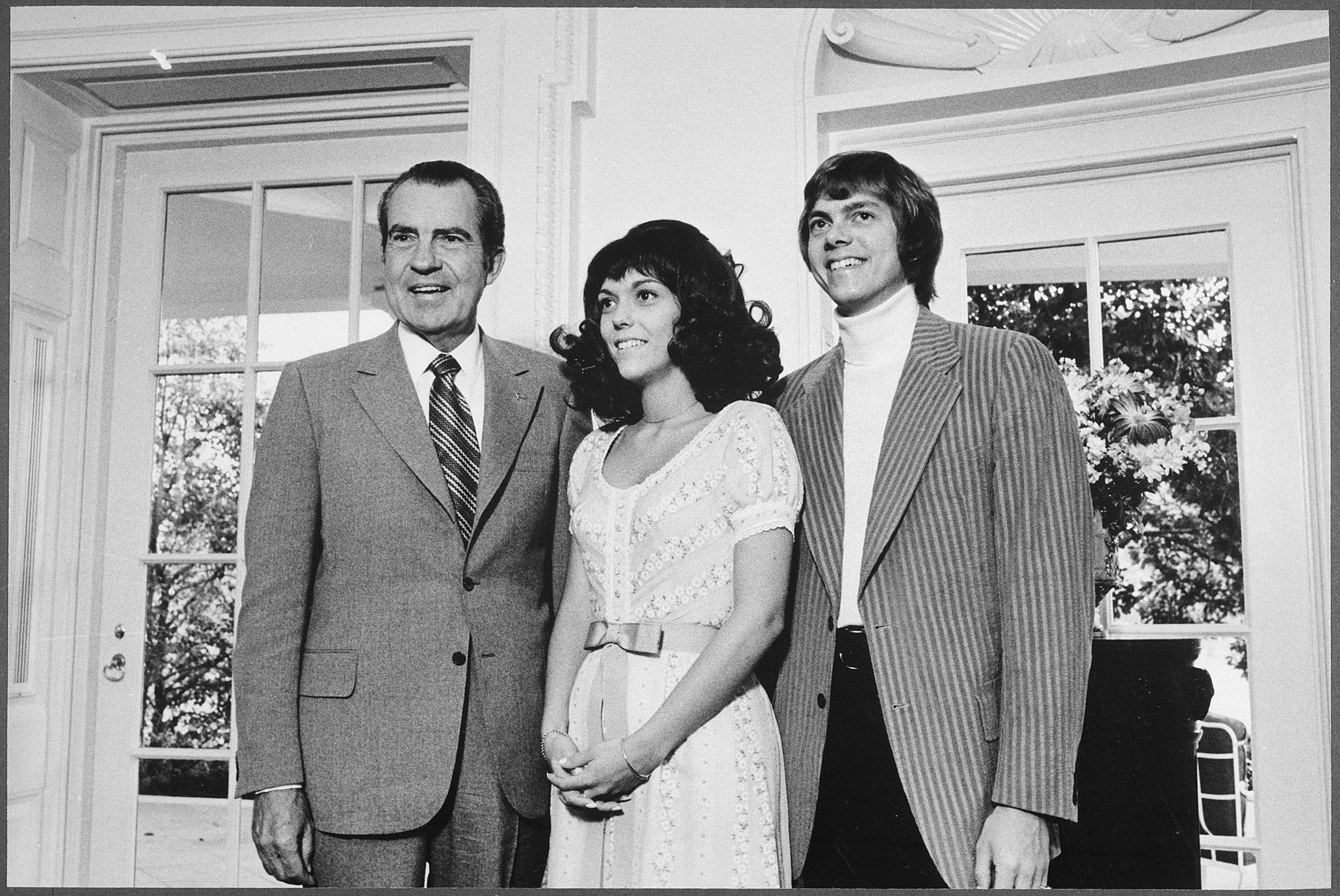
Carpenterovi s prezidentem Nixonem v Bílém domě, 1972

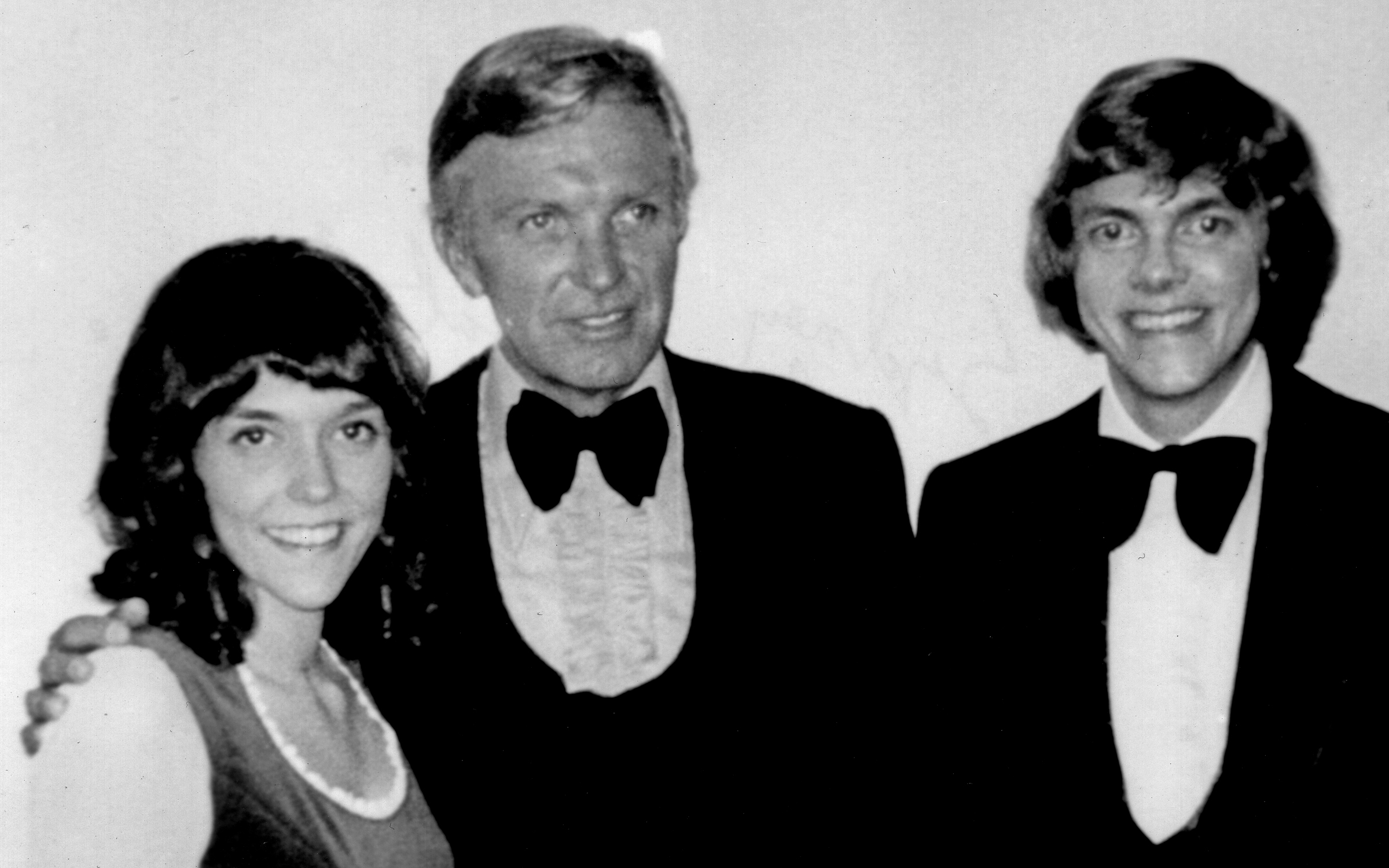
Carpenters s americkým sbormistrem Frankem Poolerem

Absolvovali turné v USA, Británii, Japonsku, Austrálii, Nizozemsku a Belgii. Nejvíce koncertů se uskutečnilo v letech 1971 až 1975.
| Rok  | Koncerty | TV pořady |
| ---- | -------- | --------- |
| 1971 | 145      | 10        |
| 1972 | 174      | 6         |
| 1973 | 174      | 3         |
| 1974 | 203      |           |
| 1975 | 118      |           |

## Alba z let1969až1983
| Rok  | Album                                                 | Umístění | Umístění | Umístění | Umístění | Ocenění alba (za úspěšný prodej)                                     |
| Rok  | Album                                                 | USA      | Brit.    | Jap.     | Aus.     | Ocenění alba (za úspěšný prodej)                                     |
| ---- | ----------------------------------------------------- | -------- | -------- | -------- | -------- | -------------------------------------------------------------------- |
| 1969 | Ticket to Ride (pův. Offering) - Vydáno 9. října 1969 | 150      | 20       | 88       | 19       |                                                                      |
| 1970 | Close to You - Vydáno 19. srpna 1970                  | 2        | 23       | 53       | 16       | - USA: 2× Platinová deska                                            |
| 1971 | Carpenters - Vydáno 14. května 1971                   | 2        | 12       | 47       | 16       | - USA: 4× Platinová deska                                            |
| 1972 | A Song for You - Vydáno 13. června 1972               | 4        | 13       | 5        | 6        | - USA: 3× Platinová deska                                            |
| 1973 | Now & Then - Vydáno 9. května 1973                    | 2        | 2        | 1        | 3        | - USA: 2× Platinová deska - Británie: Zlatá deska                    |
| 1975 | Horizon - Vydáno 6. června 1975                       | 13       | 1        | 1        | 21       | - USA: Platinová deska - Británie: Zlatá deska - Kanada: Zlatá deska |
| 1976 | A Kind of Hush - Vydáno 11. června 1976               | 33       | 3        | 5        | 57       | - USA: Zlatá deska - Británie: Zlatá deska                           |
| 1977 | Passage - Vydáno 23. září 1977                        | 49       | 12       | 7        | 48       | - USA: Zlatá deska - Británie: Zlatá deska                           |
| 1978 | Christmas Portrait - Vydáno 13. října 1978            | 145      | 104      | —        | —        | - USA: Platinová deska - Kanada: Zlatá deska                         |
| 1981 | Made in America - Vydáno 16. června 1981              | 52       | 12       | 44       | 50       | - Británie: Stříbrná deska                                           |
| 1983 | Voice of the Heart - Vydáno 18. října 1983            | 46       | 6        | 41       | 54       | - USA: Zlatá deska - Británie: Zlatá deska                           |

## Singly z let1969až1983
| Rok  | Název                                       |
| ---- | ------------------------------------------- |
| 1969 | Ticket to Ride                              |
| 1970 | Close To You                                |
| 1970 | We've Only Just Begun                       |
| 1970 | Merry Christmas Darling                     |
| 1971 | For All We Know                             |
| 1971 | Rainy Days And Mondays                      |
| 1971 | Superstar                                   |
| 1972 | Hurting Each Other                          |
| 1972 | It's Going To Take Some Time                |
| 1972 | Goodbye To Love                             |
| 1973 | Sing                                        |
| 1973 | Yesterday Once More                         |
| 1973 | Top Of The World                            |
| 1974 | Jambalaya (On The Bayou)                    |
| 1974 | I Won't Last A Day Without You              |
| 1974 | Santa Claus Is Coming To Town               |
| 1974 | Please Mr Postman                           |
| 1975 | Only Yesterday                              |
| 1975 | Solitaire                                   |
| 1976 | There's A Kind Of Hush (All Over The World) |
| 1976 | I Need To Be In Love                        |
| 1976 | Goofus                                      |
| 1976 | Breaking Up Is Hard to Do                   |
| 1977 | All You Get From Love Is A Love Song        |
| 1977 | Calling Occupants Of Interplanetary Craft   |
| 1977 | Christmas Song                              |
| 1978 | Sweet Sweet Smile                           |
| 1978 | I Believe You                               |
| 1981 | Touch Me When We're Dancing                 |
| 1981 | (Want You) Back In My Life Again            |
| 1981 | Those Good Old Dreams                       |
| 1982 | Beechwood 4-5789                            |
| 1983 | Make Believe It's Your First Time           |